# Kasteel van Kortrijk (Rijsel)
Het Kasteel van Kortrijk (Château de Courtrai) was een Frans kasteel in Rijsel (Lille).
Het werd gebouwd in opdracht van koning Filips IV van Frankrijk en was een van de weinige constructies die onder zijn bewind werden opgericht. Door de ondertekening van het Vrede van Doornik in 1298 kwam er een tweejarige pauze in de oorlog tussen Frankrijk en Engeland omtrent de heerschappij over Vlaanderen. De bouw van het kasteel werd aangevat vóór februari 1299, aangezien er voor die maand een vermelding bestaat in verband met de soldij van de Franse soldaten van de koning. Waarschijnlijk was er door de naam verwarring met de citadel die rond deze tijd ook in de stad Kortrijk werd gebouwd onder leiding van dezelfde bouwheer Jacques de Châtillon. Sommige bronnen uit latere geschiedenisboeken verwijzen zelfs naar twee citadellen in Kortrijk. Nochtans zijn er genoeg bewijzen op plannen en kunstwerken, alsook uit stedelijke documenten en archeologisch onderzoek, dat er ooit een kasteel stond in Rijsel.

## Historische achtergrond
De koning van Frankrijk Filips de Schone, die expansie in het noorden zocht, veroverde in 1297 Rijsel (voorheen de hoofdstad van Rijsels-Vlaanderen) op de graaf van Vlaanderen Gwijde van Dampierre. De Fransen behielden Rijsel tot 1365, toen Vlaanderen er opnieuw bezit van nam. Bij de Franse expansie werden meestal versterkingen buiten de steden gebouwd, waar men de Franse soldaten kon legeren. Doorgaans werden die citadellen niet voltijds bezet, maar dienden ze als toevluchtsoord voor Fransgezinde stadsburgers, als uitkijkplaats en voor het logeren van Franse garnizoenen. Meestal hadden de Fransen meer soldaten buiten de stadswallen die vochten op het platteland en die ook daar kamp opzetten.

## Geschiedenis
De bouw ving aan vóór 16 februari 1299. Het kasteel werd afgebroken in 1577.
Het kasteel was gesitueerd in de noordoostelijke hoek van de stad Rijsel in het noorden van Frankrijk. Het bevond zich op de verhoogde versterking aan de oevers van een zijrivier van de Leie genaamd de Deule. Het kasteel was beschermd van de rest van de stad door een ophaalbrug over de benedenloop van de Deule, die als natuurlijke gracht diende.
Nadat koning Filips de Vlaamse steden Brugge, Gent en andere onder controle kreeg, veroverde hij ook Rijsel, dat toentertijd nog tot het graafschap Vlaanderen behoorde. Hij beviel Jacques de Châtillon om meerdere versterkte omwallingen te bouwen, om er een garnizoen te kunnen herbergen. In de geschiedenisboeken is er sprake van dat er drie kastelen werden gevorderd; het kasteel van Kortrijk zou uiteindelijk het enige volledig afgewerkte bolwerk zijn.
Zoals de citadellen in andere Vlaamse Steden, werd het kasteel vooral gebruikt als een kampplaats voor de garnizoenen van de Franse koning. Het ontstaan van het kasteel is aldus ook terug te vinden in historische archieven voor uitbetaling van soldij van de Franse soldaten. Het kasteel was hoogst waarschijnlijk meer dan een citadel: het diende als uitvalsbasis voor Jacques de Châtillon tijdens zijn militaire offensieven tegen andere Vlaamse steden. Ook Filips de Schone zou er met zijn echtgenote verbleven hebben kort na hun bezoek aan Gent en Brugge.
De functie van het kasteel was een strategische uitvalsbasis te bieden aan de soldaten die er controle uitoefenden over de aanpalende stad. Het was ook een toevluchtsoord voor de Fransgezinde burgers (Gens de lys) tijdens onrusten in de binnenstad. Daarnaast was de oriëntatie naar Vlaanderen geplaatst, om zo een goed zicht op mogelijke aanvallen uit Vlaanderen te hebben.
In 1369 werd de stad terug Vlaams bezit door toedoen van de Bourgondische hertogen. Na verloop van tijd wensten zij een ruimere en meer luxueuze residentie. Dit leidde onder andere tot de bouw van het Palais Rihour in 1453-1473.

## Afbraak
In 1577, na jarenlange expansie van de binnenstad en een voortdurend groeiende bevolking, keurde koning Filips II van Spanje de afbraak goed van het kasteel, om meer ruimte te scheppen in de binnenstad. In die periode werden vele andere militaire vestigingen in de Lage Landen ontmanteld. De ruïnes werden door de bevolking gebruikt voor het bouwen van woningen, onder andere in de aanpalende Faubourg de Courtrai.
Uit het reisverslag van een bezoeker Barbault-Royer in 1807 aan Rijsel blijkt dat nog veel hoge versterkingsmuren langs de Deule zichtbaar waren.

## Archeologie
Opgravingswerken in de periode tussen 1987 en 1989 brachten enkele interessante details tot de oppervlakte: op de hoek van de Rue des Tours en de Route de Gand bevond zich de toren van de poort, met zicht op het platteland. Verder werden in de Rue des Tours restanten van de ommuring gevonden die op sommige plaatsen tot 7 meter dik was.